# 于塞尔当日
于塞尔当日（法語：Useldange）是卢森堡西部一个市镇和小镇，属于雷当日县。 
于塞尔当日城堡是一座中世纪城堡，虽然城堡的多数地方现为废墟，但城堡也包含了当前的市政厅。城堡位于村庄的中心，在小镇的教堂对面。游客可以全年访问该景点，且景点会对视力不佳的游客作特殊安排。

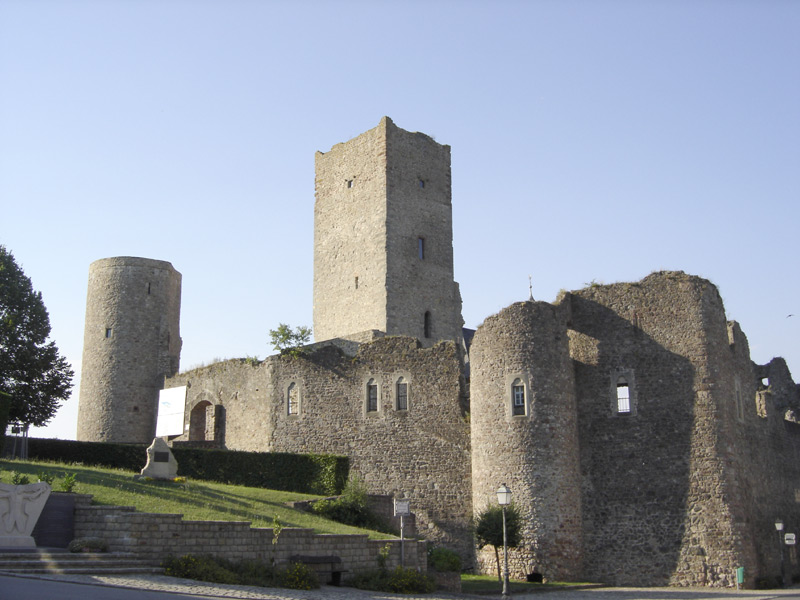
于塞尔当日城堡

于塞尔当日还拥有滑翔机场（ 49°46′07″N 5°57′56″E / 49.768611°N 5.965556°E ）。 